# 우시고메
우시고메(牛込)는 도쿄도 신주쿠구의 지역명으로, 구 도쿄시 우시고메구 지역을 말한다. 지리적으로는 신주쿠구 북동부에 해당한다. 주요 지명으로는 가구라자카, 이치가야 및 와세다 등이 우시고메 지역에 해당한다.